# اصالت‌سنجی

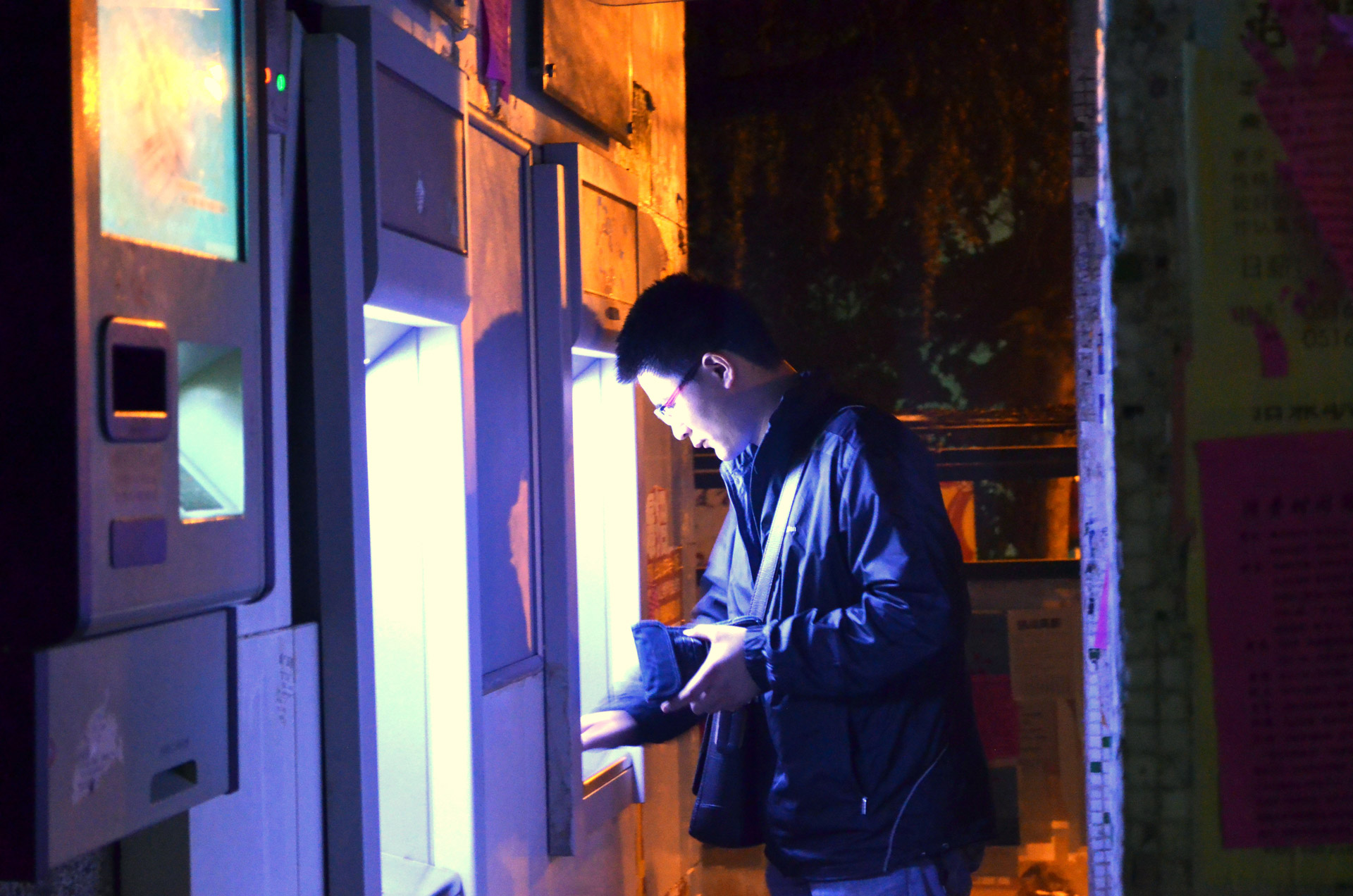
دریافت رمز در دستگاه های خودپرداز نوعی سنجش است

اصالت‌سنجی (به انگلیسی: Authentication) یا احراز هویت به تعیین صحت و سقم یک ویژگی، داده یا نهاد گفته می‌شود. این فرایند ممکن است شامل تأیید هویت یک شخص، دنبال کردن ریشه‌های یک سازهٔ بشری، مطمئن شدن از اینکه یک کالا همانی است که بسته‌بندی و شناس‌برگش ادعا می‌کنند، یا اطمینان از قابل اعتماد بودن یک نرم‌افزار رایانه‌ای باشد.
در شبکه رایانه‌ای اصالت سنجی بدین معناست که یک سرویس دهنده بتواند تشخیص دهد کسی که تقاضایی را روی آن سیستم دارد شخص حقیقی است یا یک شیاد است تا بدین ترتیب به گیرنده پیام اطمینان داده شود که پیام از همان مبدأیی است که ادعا شده‌است.
هر مکانیزمی که بتواند هویت واقعی یک فرد را بدون هیچ ابهامی، تأیید یا رد کند سرویسی جهت اصالت‌سنجی است.
این سرویس برخلاف باور عموم یکی از پیچیده‌ترین مباحث امنیت شبکه به‌شمار می‌رود. در سطح حداقل، احراز هویت تضمین می‌کند که پیام از منبع موثقی می‌رسد. علاوه بر این احراز هویت می‌تواند شامل حفاظت در مقابل تغییر، تأخیر، تکرار و ترتیب مجدد پیام باشد. عنصر مهم طرح احراز هویت، استفاده از احراز کننده است که معمولاً کد احراز هویت پیام (MAC) یا تابع درهم سازی است.

## تعریف
شناسایی و احراز هویت دو هسته اصلی در بیشتر سیستم‌های کنترل دسترسی هستند. شناسایی عملی است که یک کاربر برای معرفی خود به یک سیستم اطلاعاتی استفاده می‌کند و که معمولاً در قالب یک نام کاربری و کلمه عبوراست.
احراز هویت اولین گام در فرایند اتصال است. هر سازمان یا شخصی نیاز به اتصال قابل اعتماد به سیستم و برنامه‌های کاربردیش دارد پس یک منبع تعیین هویت واحد و قابل اعتماد برای مدیریت دسترسی‌ها لازم است. بعد از فرایند احراز هویت اتصال برقرار می‌شود.
شناسایی در حقیقت برای پاسخگویی کاربر به اعمالی است که بر روی سیستم انجام می‌دهد. احراز هویت روشی است که براساس آن بررسی می‌شود که آیا طرف مقابل ارتباط همانی است که باید باشد یا یک نفوذگر است که خود را به جای طرف واقعی جازده است. بررسی هویت واقعی طرف مقابل ارتباط، عملی دشوار است.
در واقع احراز هویت یعنی تشخیص هویت فردی که می‌خواهد از امکانات یک سیستم یا شبکه استفاده کند و این اطمینان را می‌دهد که موجودیتی که در یک ارتباط شرکت کرده مجاز است یا نه. یکی بودن هویت کاربر با چیزی که ادعا کرده یعنی مجاز شناخته شدن آن کاربر. تنها از این طریق است که کاربر می‌تواند از سرویس‌ها و امکانات یک شبکه یا سیستم استفاده کند. احراز هویت، هویت فرد را به وسیلهٔ مقایسه یک یا چند عامل با پایگاه دادهایی از هویت‌های معتبر، بررسی می‌کند.

## فاکتورها و هویت
در کل از۳ متد برای احراز هویت استفاده می‌شود. امروزه این ۳ متد را ۳ فاکتور احراز هویت گویند البته یک روش چهارم هم به آن‌ها اضافه شده ولی می‌توان آن را در دسته‌های دیگر هم جای داد:
- چیزی که شما می‌دانید. (رمز)
- چیزی که شما دارید. (کارت شناسایی)
- چیزی که شما هستید. (بیومتریک: اثرانگشت)
- جایی که شما هستید. (محل شما را مشخص می‌کند)

### چیزی که شما می‌دانید
عامل احراز هویت اول چیزی است که شما می‌دانید که رایجترین آن یک رمز است و رشته‌ای از کاراکترهاست که در ذهن شماست و به خاطر سپرده‌اید. رمز ساده‌ترین مدل پیاده‌سازی شدهٔ احراز هویت است و همچنین می‌توان گفت ضعیف‌ترین، چون امکان حدس زدن رمز وجود دارد. کاربران معمولاً رمزهای ضعیف و ساده انتخاب می‌کنند حتی رمزهایی به طول یکی دو حرف، اما برای حل این مشکل می‌توان حداقل طول رمز را مشخص کردکه مثلاً کمتر از ۸ حرف نباشد و اینکه از ترکیب حروف و اعداد و علائم خاص استفاده شود؛ ولی در این حالت هم چون امکان فراموشی رمز وجود دارد مشکلاتی دیگر ممکن است به وجود آید مثلاً بسیاری رمز را در مکانی می‌نویسند تا فراموش نشود که در این حالت ممکن است شخصی آن را پیدا کرده و از آن سوءاستفاده کند. در کل این مدل احراز هویت به تنهایی مناسب نیست.

### چیزی که شما دارید
عامل احراز هویت نوع دوم چیزی است که شما دارید یعنی یک ابزار فیزیکی که باید در زمان احراز هویت همراه داشته باشید، مانند یک کارت شناسایی. بعضی از سیستم‌های احراز هویت از یک نشانه استفاده می‌کنند که مربوط به کاربر باشد یعنی وسیله یا شی که تعیین‌کننده هویت کاربر باشد که متداول‌ترین آن یک کارت اعتباری یا یک کلید فیزیکی است. این روش زیاد مناسب نیست مثل حالت قبل ساده و ضعیف است چون امکان دزدیده شدن شی فیزیکی وجود دارد. این روش هم زیاد به تنهایی استفاده نمی‌شود اما می‌تواند با یک رمز استفاده شود. مانند کارت عابر بانک که در صورتی که دزدیده شود باید رمز آن هم در دسترس باشد.

### چیزی که شما هستید
عامل احراز هویت نوع سوم چیزی است که شما هستید. این عامل بخشی از بدن شما یا خصیصه فیزیکی شماست مانند اثرانگشت. هر شخصی ویژگی‌های فیزیکی خاص خود را دارد که او را از سایر افراد متمایز می‌کند. در این روش افراد می‌توانند از این ویژگی‌های خاص برای احراز هویت استفاده کنند. این روش می‌تواند برای کامپیوترها اندکی دشوار باشد. مانند تشخیص صدای آنالوگ. اما در سال‌های اخیر تکنولوژی به اندازه کافی رشد کرده که کامپیوترها بتوانند این ویژگی هارا پردازش کنند. به عنوان یک مثال: کاربر در سیستم بیومتریک با ارائه یک نمونه مشخصهٔ فیزیکی ثبت نام می‌کند. سیستم این ویژگی آنالوگ را به دیجیتال تبدیل می‌کند و یک الگویی از آن تهیه می‌کند و در سرور احراز هویت مرکزی ذخیره می‌کند. اگر کاربر درخواست ورود داشته باشد یک نمونه از ویژگی فیزیکی او گرفته می‌شود و به نمونه دیجیتالی تبدیل می‌شود و نمونه دیجیتالی جدید با الگوی ذخیره شده در سرور مقایسه می‌شود اگر این دو نمونه شبیه بود کاربر پذیرفته می‌شود.
بعضی از انواع سیستم‌های بیومتریک:
- شناسایی چهره (اندازه‌گیری فاصله بین نقاط خاصی روی صورت)
- اثر انگشت (اندازه‌گیری فاصله بین خطوط روی انگشت)
- صدا (اندازه‌گیری الگوی صوتی در گفتار انسانی برای عبارات از پیش تعیین شده) . . ..

### جایی که شما هستید
عامل احراز هویت چهارم یعنی جایی که شما آنجا هستید، مانند یک ترمینال کامپیوتری که از طریق آن وارد شده‌اید یا شماره تلفن شهر یا کشوری که از آنجا تماس گرفته‌اید که این عامل را می‌توان در دسته دوم احراز هویت هم جای داد.
ما می‌توانیم قدرت احراز هویت را با ترکیب دو یا چند عامل افزایش دهیم، زیرا استفاده از ۲ عامل با هم اطمینان بسیار بالاتری در احراز هویت فراهم می‌آورد.

## اصالت سنجی محصول
بسیاری از کالاهای تقلبی به صورت معتبر به مصرف‌کنندگان عرضه می‌شوندو محصولات تقلبی به صورت مشروع به فروش می‌رسند. تلاش‌هایی برای کنترل کردن این مشکل صورت گرفته تا مصرف‌کنندگان مثلاً از طریق برچسب متوجه شوند و کلا را ارزیابی کنند و اطمینان حاصل کنند که محصول معتبر است. البته امروزه چاپ‌های امنیتی که روی کالاها هم وجود دارند می‌توانند جعل شوند.

## محتوای اطلاعات
احراز هویت اطلاعات مشکلات خاص خود را دارد که اغلب به احراز هویت پیچیده‌ای نیاز است.
جعل ادبی شامل تقلید از سبک یک نویسنده مشهور است. در این حالت اگر دست نوشته اصلی در دسترس باشد می‌تواند به قبول یا رد صحت سند کمک کند. البته متن، صوت، صوت، ویدئو می‌توانند به صورت دیگری کپی شوند، این محتوای اطلاعات است که نیاز به احراز هویت دارد.
روش معمول سرقت ادبی کشف یک کپی یکسان یا بسیار شبیه به متن است که در برخی شرایط کیفیت بیش از حد بالاست که سوءظن سرقت ادبی را بالا می‌برد.

### تأیید واقعی
تعیین حقیقت یا صحت و دقت اطلاعات موجود در یک پیام مشکلی است که جدا از احراز هویت در نظر گرفته شده‌است. طیف گسترده‌ای از تکنیک‌ها می‌تواند استفاده شود.

### تأیید اعتبار ویدئو
گاهی لازم است تا ویدئویی که ضبط شده‌است و به عنوان یکی از شواهد در روند قضایی استفاده می‌شود اعتبارش بررسی گردد.

## تاریخچه
از لحاظ تاریخی، اثر انگشت به عنوان معتبرترین روش احراز هویت استفاده می‌شود، اما پرونده‌هایی در دادگاه‌های اخیر در ایالات متحده و جاهای دیگر شک و تردید اساسی در مورد قابلیت اطمینان اثر انگشت را مطرح کرده‌اند. شواهد نشان می‌دهد که امکان جعل اثر انگشت هم وجود دارد.
می‌توان از دو فاکتور برای احراز هویت استفاده کرد مثلاً استفاده از یک کلید خصوصی. در زمینه کامپیوتر توسعه روش‌های رمزنگاری مشکلات را تا حدی حل کرده‌است. معلوم نیست که این روش‌های توسعه یافته کاملاً امن باشند در آینده مشخص خواهد شد.

## مجوز دسترسی

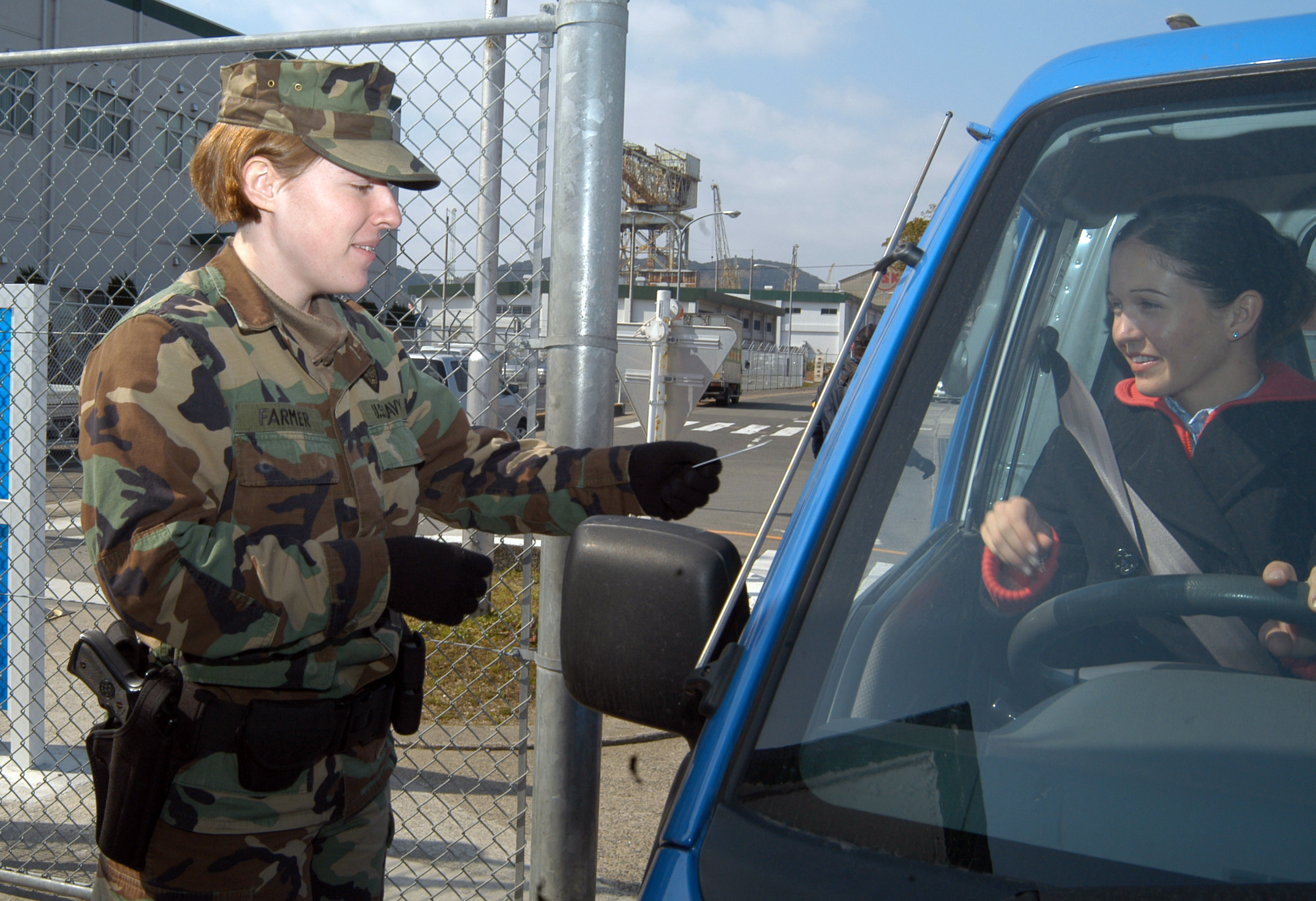
فعالیت‌های ناوگان ایالات متحده Sasebo، ژاپن (8 مارس 2005) - Carly Farmer، Seaman Master-at-Arms قبل از اجازه دادن به راننده برای ورود به دروازه در U.S Fleet Activities Sasebo، ژاپن، یک کارت شناسایی (ID) را چک می‌کند. Seaman Farmer که به بخش امنیت فعالیت‌های ناوگان منصوب شده است، بسته به شرایط حفاظت نیرو در پایگاه، نگهبانی می‌دهد، شناسه‌ها را چک می‌کند و اقدامات امنیتی مختلفی را انجام می‌دهد. عکس نیروی دریایی ایالات متحده توسط عکاس درجه سه Yesenia Rosas (منتشر شد)

فرایند مجوز دسترسی جدا از احراز هویت است. احراز هویت فرایند مشخص کردن این است که «شما کسی هستید که باید باشید». اما مجوز دسترسی فرایندی است که تأیید می‌کند که «شما اجازه انجام کاری که سعی می‌کنید انجام دهید را دارید».
برای مثال، یک مشتری مدارک شناسایی مناسب به یک کارمند بانک نشان داده و در صورت صحت، تصدیق می‌شود که او واقعاً کسی است که مدارک شناسایی اش را نشان داده‌است. وقتی مشتری احراز هویت شد او مجاز به دسترسی به حساب‌هایش است ونه هیچ‌کس دیگری. مشابه همین روش در سیستم‌های کامپیوتری هم وجود دارد وقتی شخصی درخواست ورود را دارد باید در ابتدا هویتش را ثابت کند یعنی نام کاربری و کلمه عبور را وارد کند. سپس این ترکیب بررسی می‌شود تا مشخص شود معتبر است یا نه.
در نهایت، مجموعه‌ای از مجوزها و محدودیت‌های از پیش تعریف شده‌ای به این کاربر اختصاص داده شده‌است.
تعیین مجوز دسترسی بدون احراز هویت صورت نمی‌گیرد.

## کنترل دسترسی
مفهومی آشنا در رابطه با احراز هویت و مجوز دسترسی، کنترل دسترسی است. برای استفاده و دسترسی به منابع احراز هویت لازم است و اعطای امتیازات تعیین شده برای یک شخص، باید کنترل شده باشد.

## مقالات مرتبط
- راستی‌سنجی و درستی‌یابی